# Kostel Nejsvětější Trojice (Roprachtice)
Římskokatolický farní kostel Nejsvětější Trojice v Roprachticích je barokní sakrální stavba z roku 1768. Od roku 1964 je kostel chráněn jako kulturní památka.
V roce 2011 byl zrestaurován stroj i ciferníky kostelních hodin. Před tím hodiny mnoho let nefungovaly.

## Architektura
Kostel je jednolodní. Má půlkruhově zakončený presbytář, obdélnou sakristii po jižní straně a hranolovou věž v západním průčelí.
V presbytáři uvnitř má valenou klenbu s výsečemi. V lodi je strop z roku 1825 na místě klenby. Kruchta spočívá na dvou kamenných pilířích. V podvěží se nacházejí křížové klenby.

## Zařízení
Vnitřní zařízení je převážně barokní. Hlavní oltář je se sochami andělů a obrazem od F. Majschaidera z 19. století. Dva protějškové boční oltáříky v lodi jsou vybaveny novodobými obrazy. Kazatelna je opatřena figurálními reliéfy. Zpovědnice pocházející z poloviny 18. století jsou s figurální výzdobou. Pod kruchtou se nacházejí malé lavice z roku 1750. Ostatní zařízení je pseudobarokní. V sakristii je umístěna malovaná lidová kredenční skříň datovaná do roku 1696.

## Okolí kostela
Na čp. 1 se v obci nachází fara. Jedná se o kulturní památku České republiky. Proti domu čp. 148 stojí socha sv. Jana Nepomuckého z roku 1783, která je také kulturní památkou České republiky.. Další sochou poblíž kostela je zlidovělá socha Immaculaty ve stylu opožděného baroka z 1. poloviny 19. století.

## Fotogalerie

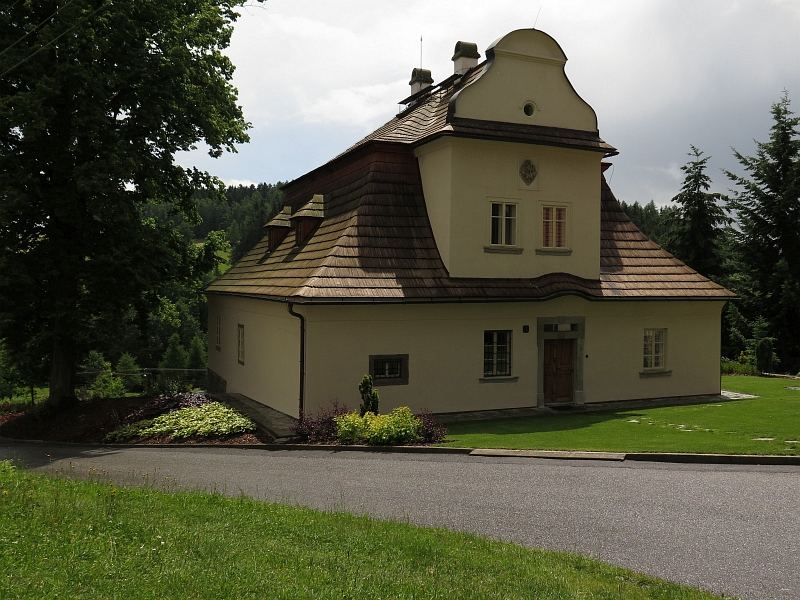
Roprachtická fara
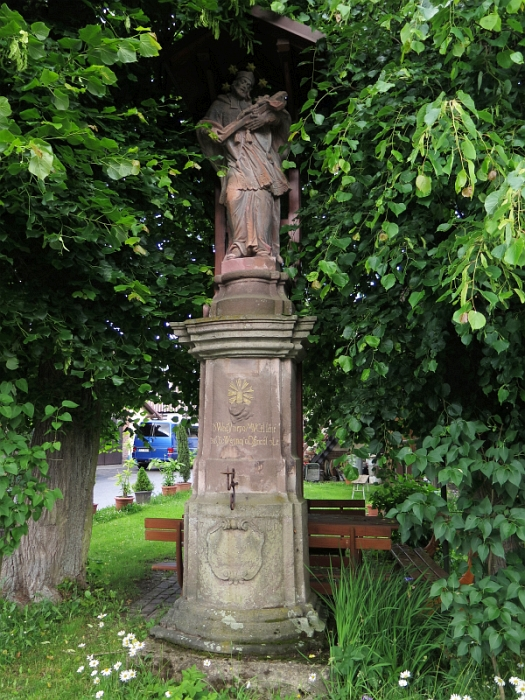
Socha sv. Jana Nepomuckého v Roprachticích
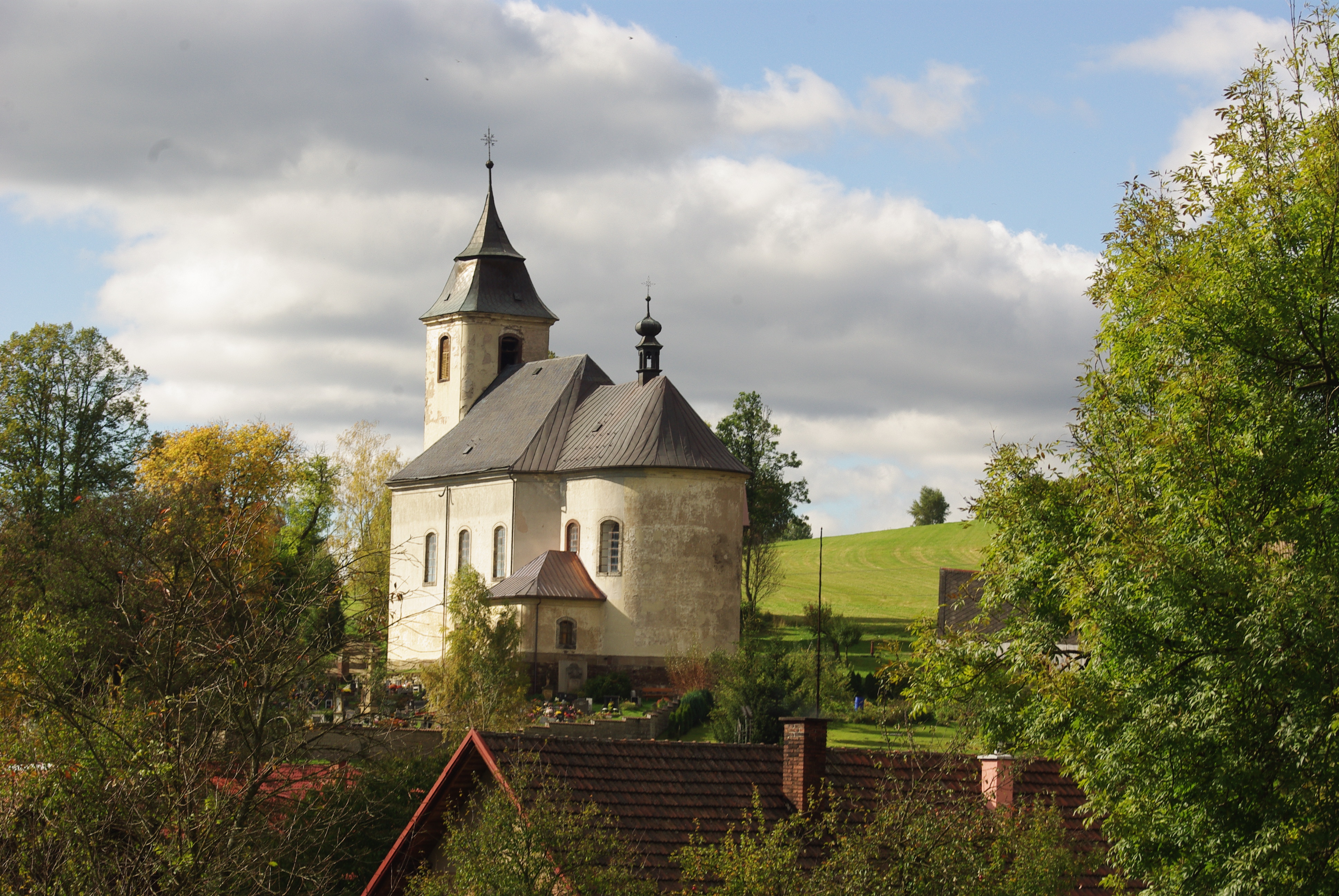
Pohled z východu
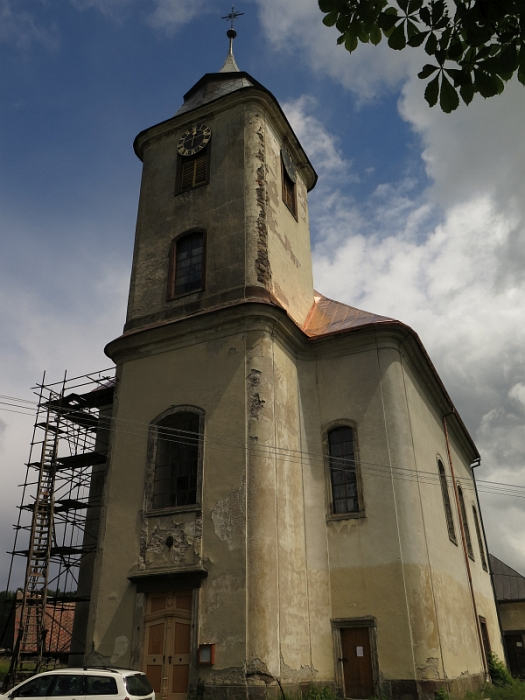
Průčelí kostela